# Thu Hương và Đường Bá Hổ
Thu Hương và Đường Bá Hổ (tên tiếng Anh: In the Eye of the Beholder; tiếng Hoa: 秋香怒點唐伯虎) là bộ phim truyền hình hài cổ trang năm 2009 của Hồng Kông do đài TVB sản xuất, bao gồm 20 tập với sự tham gia của dàn diễn viên chính bao gồm Trần Hào, Hồ Hạnh Nhi, Hạ Vũ và Trần Pháp Lai cùng với các diễn viên phụ khác như Lý Tư Tiệp, Diêu Tử Linh, Hàn Mã Lợi, Diêu Doanh Doanh, Trần Sơn Thông, Tăng Vĩ Quyền, Lê Nặc Ý, Lý Quốc Lân,... Phim được giám chế bởi Lưu Gia Hào và là một trong những bộ phim được giới thiệu trong chương trình TVB Sales Presentation 2009 của TVB.

## Nội dung
Bức tranh "Cửu Mỹ Đồ" của Đường Bá Hổ (do Trần Hào đóng) còn thiếu một mỹ nhân đặc biệt. Vì thế, tài tử Bá Hổ du sơn ngoạn thủy tìm kiếm mỹ nhân. Tình cờ anh gặp được Thu Hương (do Hồ Hạnh Nhi đóng) – nha hoàn của Hoa phủ. Bá Hổ không chỉ say mê phong thái thu hút mà còn ngưỡng mộ võ công lợi hại của cô.
Bá Hổ quyết định vào Hoa phủ làm gia đinh. Anh muốn chinh phục Thu Hương bằng trái tim chân thành chứ không phải dựa vào danh tiếng của bản thân nên đã đổi tên thành Hoa An. Nào ngờ vì nhiều hiểu lầm, Bá Hổ chẳng những không thể lấy lòng người đẹp, ngược lại càng khiến Thu Hương thêm căm ghét. Duy chỉ có lão gia Hoa Hồng Sơn (do Hạ Vũ đóng) là nhìn Bá Hổ bằng cặp mắt khác. Từ lâu, ông đã biết anh không phải người tầm thường.
Đường Bá Hổ vô tình vướng vào âm mưu lật đổ hoàng đế của Ninh Vương (do Tăng Vĩ Quyền đóng) và tình yêu đơn phương của quận chúa Chu Đình Ngọc (do Trần Pháp Lai đóng).

## Diễn viên

### Hoa Phủ
- Hứa Bích Cơ thủ vai Mạnh Thái Khiết
- Hạ Vũ thủ vai Hoa Hồng Sơn
- Hàn Mã Lợi thủ vai Ân Tú Tuệ
- Diêu Doanh Doanh thủ vai Lý Ngọc Kiều
- Trần Sơn Thông thủ vai Lý Chấn Hưng
- Lý Hào thủ vai Hoa Văn
- Trịnh Gia Tuấn thủ vai Hoa Võ
- Trần Hào thủ vai Đường Bá Hổ
- Hồ Hạnh Nhi thủ vai Thu Hương / Hạ Quắc Yên
- Lý Tư Tiệp thủ vai Khuất Cơ
- Diêu Tử Linh thủ vai Thạch Lựu
- Âu Thoại Vĩ thủ vai Hạ Anh Hùng
- Lý Dĩnh Chi thủ vai Xuân Hương
- Phan Quán Lâm thủ vai Hạ Hương
- Tạ Triệu Vận thủ vai Đông Hương
- Hoàng Oánh thủ vai Tiểu Mai
- Châu Lệ Hân thủ vai Tiểu Lan
- Chung Hoàng thủ vai Tiểu Cúc
- Chung Ngọc Tinh thủ vai Tiểu Trúc
- Tôn Tuệ Tuyết thủ vai Tuyết
- Ngụy Huệ Văn thủ vai Vương Thiên
- Trần Mẫn Lương thủ vai Chú Lương
- Hà Vĩ Nghiệp thủ vai Hoa
- Trương Đạt Luân thủ vai Khai
- Hứa Minh Chí thủ vai Phú
- Lý Tử Lạc thủ vai Quý
- Dịch Trí Viễn thủ vai Hoa Bình
- Lục Tuấn Quang thủ vai Hoa Khánh
- Trương Trí Hiến thủ vai Hoa Phúc
- Trương Quốc Hồng thủ vai Hoa Thọ
- Trang Địch Sinh

### Hoàng cung
- Lê Nặc Ý thủ vai Chu Hậu Chiếu
- Tưởng Chí Quang thủ vai Hà Hải Thanh
- Lý Thành Xương thủ vai Lư Tường Khang
- Lý Khải Kiệt thủ vai Đỗ Trụ Quốc
- Trịnh Thế Hào
- Vương Đức Cơ
- Lý Vịnh Hán
- Kha Lam
- Tôn Quý Khanh
- Mã Quán Đông
- Lăng Lễ Văn
- Lý Tử Kỳ
- Diêu Hạo Chính
- Diệp Vĩ
- Tăng Uyển Sa

### Ninh Vương Phủ
- Tăng Vĩ Quyền thủ vai Chu Thần Hào
- Dương Trác Na thủ vai Mạnh Lệ Thường
- Trần Pháp Lai thủ vai Chu Đình Ngọc
- Lỗ Chấn Thuận thủ vai Mã Cao
- Lâm Thục Mẫn thủ vai Xảo Liên
- Huỳnh Tử Hoành thủ vai Đoàn Uy
- Phùng Tố Ba

### Tam Bảo Đường
- Tăng Vĩ Quyền thủ vai Chu Thần Hào
- Trần Hào thủ vai Đường Bá Hổ
- Lý Tư Tiệp thủ vai Khuất Cơ
- Hồ Hạnh Nhi thủ vai Thu Hương
- Diêu Tử Linh thủ vai Thạch Lựu
- La Hạo Khải thủ vai Ôn Triển Bằng
- Trương Hán Bân thủ vai Giang Tường

### Thiên Địa Minh
- Lý Thiên Tường
- Mạch Trường Thanh thủ vai Bảo Thế Kiệt
- Hạ Vũ thủ vai Hoa Hồng Sơn
- Trần Hào thủ vai Đường Bá Hổ
- Âu Thoại Vĩ thủ vai Hạ Anh Hùng
- Trương Hán Bân thủ vai Giang Tường
- Dương Chứng Hoa thủ vai Trần Bảo

### Nhà họ Cam
- Lý Quốc Lân thủ vai Cam Nhất Điểm
- Tăng Tuệ Vân thủ vai Cam Phu nhân
- Hà Khải Nam thủ vai Cam Đông Thành
- Hà Dịch Thông thủ vai Cam Văn
- Lương Chứng Gia thủ vai Cam Võ
- Đới Diệu Minh thủ vai Lạc